# Giro d'Itàlia de 2024
El Giro d'Itàlia de 2024 fou la 107a edició del Giro d'Itàlia. Tingué inici el 4 de maig a Venaria Reale i finalitzà el 26 de maig a Roma. Tingué un recorregut de 3.400,8 quilòmetres, repartits entre 21 etapes. La cursa fou el 22è esdeveniment de l'UCI World Tour 2024.
L'eslovè Tadej Pogačar (UAE Team Emirates) fou el vencedor del Giro 2024 després d'aconseguir el mallot rosa a la segona etapa i guanyar sis etapes. Amb aquesta victòria, Pogačar fou el quart ciclista en guanyar el Giro en el seu any de debut i també s'emportà la seva tercera Gran Volta (després de guanyar els Tour de França de 2020 i de 2021). Al podi l'acompanyaren Daniel Felipe Martínez (Bora-Hansgrohe) i Geraint Thomas (Ineos Grenadiers), qui foren segon i tercer respectivament. Pogačar s'imposà per una diferència de 9' 56" respecte el segon classificat, una diferència no vista des del 1984.
Amb tres victòries d'etapa, l'italià Jonathan Milan (Lidl-Trek) s'emportà la classificació per punts per segon any consecutiu. Pogačar també guanyà el Gran Premi de la muntanya i l'italià Antonio Tiberi (Bahrain Victorious) guanyà la classificació dels joves. Julian Alaphilippe (Soudal Quick–Step), a part de guanyar-lo en quatre etapes, guanyà el premi de combativitat final, Andrea Pietrobon (Team Polti Kometa) s'emportà la classificació dels esprints intermedis i la de les fugues, que premià al ciclista que més temps estigué a les escapades. L'italià Filippo Fiorelli (VF Group–Bardiani CSF–Faizané) guanyà la classificació de l'intergiro, classificació que es recuperà després que l'any 2005 fos reemplaçada per la classificació combinada. El Decathlon–AG2R La Mondiale Team guanyà la classificació per equips (Super Team).

## Equips
Un total de 22 equips participaren al Giro: 18 de la categoria WorldTeam i els altres 4 de la ProTeam.
| WorldTeams (18)- Alpecin-Deceuninck - Arkéa-B&B Hotels - Astana Qazaqstan Team - Bahrain Victorious - Bora-Hansgrohe - Cofidis - Decathlon-AG2R La Mondiale - EF Education-EasyPost - Groupama-FDJ - Ineos Grenadiers - Intermarché-Wanty - Lidl-Trek - Movistar Team - Soudal Quick-Step - Team dsm-firmenich PostNL - Team Jayco AlUla - Team Visma \| Lease a Bike - UAE Team Emirates ProTeams (4)- Israel-Premier Tech - Polti Kometa - Tudor Pro Cycling Team - VF Group-Bardiani CSF-Faizané |
| |

## Etapes
Per aquesta edició, es planificà recórrer un total de 3400,8 quilòmetres, repartits entre 21 etapes, de les quals dues seran contrarrellotges individuals i quatre tindran una distància superior als 200 quilòmetres. La retallada de la setzena etapa, feu que el total de quilòmetres recorreguts foren 3317,5 km.
| Etapa     | Data       | Ciutats d'etapa                                  | type                      | Distància (km) | Desnivell (m) | Vencedor de l'etapa    | Líder de la general    |
| --------- | ---------- | ------------------------------------------------ | ------------------------- | -------------- | ------------- | ---------------------- | ---------------------- |
| 1a etapa  | 4 de maig  | Venaria Reale – Torí                             | etapa accidentada         | 140            | 1.850 m       | Jhonatan Narváez Prado | Jhonatan Narváez Prado |
| 2a etapa  | 5 de maig  | San Francesco al Campo – Sacro Monte di Oropa    | etapa de mitja muntanya   | 161            | 2.300 m       | Tadej Pogačar          | Tadej Pogačar          |
| 3a etapa  | 6 de maig  | Novara – Fossano                                 | etapa plana               | 166            | 750 m         | Tim Merlier            | Tadej Pogačar          |
| 4a etapa  | 7 de maig  | Acqui Terme – Andora                             | etapa accidentada         | 190            | 1.700 m       | Jonathan Milan         | Tadej Pogačar          |
| 5a etapa  | 8 de maig  | Gènova – Lucca                                   | etapa accidentada         | 178            | 1.700 m       | Benjamin Thomas        | Tadej Pogačar          |
| 6a etapa  | 9 de maig  | Viareggio – Rapolano Terme                       | etapa accidentada         | 180            | 1.900 m       | Pelayo Sánchez Mayo    | Tadej Pogačar          |
| 7a etapa  | 10 de maig | Foligno – Perusa                                 | contrarellotge individual | 40,6           | 400 m         | Tadej Pogačar          | Tadej Pogačar          |
| 8a etapa  | 11 de maig | Spoleto – Prati di Tivo                          | etapa de muntanya         | 152            | 3.850 m       | Tadej Pogačar          | Tadej Pogačar          |
| 9a etapa  | 12 de maig | Avezzano – Nàpols                                | etapa plana               | 214            | 1.300 m       | Olav Kooij             | Tadej Pogačar          |
|           | 13 de maig | Dia de descans 1 – Nàpols                        | Dia de descans            |                |               |                        |                        |
| 10a etapa | 14 de maig | Pompeia – Cusano Mutri                           | etapa de muntanya         | 142            | 2.850 m       | Valentin Paret-Peintre | Tadej Pogačar          |
| 11a etapa | 15 de maig | Foiano di Val Fortore – Francavilla al Mare      | etapa plana               | 207            | 1.850 m       | Jonathan Milan         | Tadej Pogačar          |
| 12a etapa | 16 de maig | Martinsicuro – Fano                              | etapa accidentada         | 193            | 2.100 m       | Julian Alaphilippe     | Tadej Pogačar          |
| 13a etapa | 17 de maig | Riccione – Cento                                 | etapa plana               | 179            | 150 m         | Jonathan Milan         | Tadej Pogačar          |
| 14a etapa | 18 de maig | Castiglione delle Stiviere – Desenzano del Garda | contrarellotge individual | 31,2           | 100 m         | Filippo Ganna          | Tadej Pogačar          |
| 15a etapa | 19 de maig | Manerba del Garda – Livigno                      | etapa de muntanya         | 222            | 5.400 m       | Tadej Pogačar          | Tadej Pogačar          |
|           | 20 de maig | Dia de descans 2 – Livigno                       | Dia de descans            |                |               |                        |                        |
| 16a etapa | 21 de maig | Laas – Santa Cristina - Gherdëina                | etapa de muntanya         | 118,4          | 2.151 m       | Tadej Pogačar          | Tadej Pogačar          |
| 17a etapa | 22 de maig | Sëlva – Brocon Pass                              | etapa de muntanya         | 159            | 4.200 m       | Georg Steinhauser      | Tadej Pogačar          |
| 18a etapa | 23 de maig | Fiera di Primiero – Pàdua                        | etapa plana               | 178            | 550 m         | Tim Merlier            | Tadej Pogačar          |
| 19a etapa | 24 de maig | Mortegliano – Sappada                            | etapa de mitja muntanya   | 157            | 2.850 m       | Andrea Vendrame        | Tadej Pogačar          |
| 20a etapa | 25 de maig | Alpago – Bassano del Grappa                      | etapa de muntanya         | 184            | 4.200 m       | Tadej Pogačar          | Tadej Pogačar          |
| 21a etapa | 26 de maig | Roma – Roma                                      | etapa plana               | 125            | 300 m         | Tim Merlier            | Tadej Pogačar          |

## Classificacions finals
| Llegenda                            | Llegenda                            | Llegenda                              | Llegenda                                 |
| ----------------------------------- | ----------------------------------- | ------------------------------------- | ---------------------------------------- |
| Líder de la classificació general   | Líder de la classificació general   | Líder de la classificació de muntanya | Líder de la classificació de la muntanya |
| Líder de la classificació per punts | Líder de la classificació per punts | Líder de la classificació dels joves  | Líder de la classificació dels joves     |
|                                     | Líder de la classificació Intergiro |                                       | Guanyador del Premi de la combativitat   |

### Classificació general
| Pos. | Corredor                     | Equip                      | Temps       |
| ---- | ---------------------------- | -------------------------- | ----------- |
| 1    | Tadej Pogačar (SLO)          | UAE Team Emirates          | 79h 14' 03" |
| 2    | Daniel Felipe Martínez (COL) | Bora–Hansgrohe             | + 9' 56"    |
| 3    | Geraint Thomas (GBR)         | Ineos Grenadiers           | + 10' 24"   |
| 4    | Ben O'Connor (AUS)           | Decathlon–AG2R La Mondiale | + 12' 07"   |
| 5    | Antonio Tiberi (ITA)         | Bahrain Victorious         | + 12' 49"   |
| 6    | Thymen Arensman (NED)        | Ineos Grenadiers           | + 14' 31"   |
| 7    | Einer Rubio (COL)            | Movistar Team              | + 15' 52"   |
| 8    | Jan Hirt (CZE)               | Soudal Quick–Step          | + 18' 05"   |
| 9    | Romain Bardet (FRA)          | Team DSM–Firmenich PostNL  | + 20' 32"   |
| 10   | Michael Storer (AUS)         | Tudor Pro Cycling Team     | + 21' 11"   |

| Classificació general final (11–142) | Classificació general final (11–142) | Classificació general final (11–142) | Classificació general final (11–142) |
| Pos.                                 | Corredor                             | Equip                                | Temps                                |
| ------------------------------------ | ------------------------------------ | ------------------------------------ | ------------------------------------ |
| 11                                   | Filippo Zana (ITA)                   | Team Jayco AlUla                     | + 23' 59"                            |
| 12                                   | Lorenzo Fortunato (ITA)              | Astana Qazaqstan Team                | + 26' 44"                            |
| 13                                   | Davide Piganzoli (ITA)               | Team Polti Kometa                    | + 32' 23"                            |
| 14                                   | Simon Geschke (GER)                  | Cofidis                              | + 33' 55"                            |
| 15                                   | Rafał Majka (POL)                    | UAE Team Emirates                    | + 37' 05"                            |
| 16                                   | Valentin Paret-Peintre (FRA)         | Decathlon–AG2R La Mondiale           | + 43' 26"                            |
| 17                                   | Damiano Caruso (ITA)                 | Bahrain Victorious                   | + 48' 16"                            |
| 18                                   | Luca Covili (ITA)                    | VF Group–Bardiani CSF–Faizané        | + 51' 08"                            |
| 19                                   | Nairo Quintana (COL)                 | Movistar Team                        | + 54' 37"                            |
| 20                                   | Domenico Pozzovivo (ITA)             | VF Group–Bardiani CSF–Faizané        | + 56' 32"                            |
| 21                                   | Alex Baudin (FRA)                    | Decathlon–AG2R La Mondiale           | + 1h 00' 47"                         |
| 22                                   | Attila Valter (HUN)                  | Team Visma–Lease a Bike              | + 1h 04' 46"                         |
| 23                                   | Nicola Conci (ITA)                   | Alepcin–Deceuninck                   | + 1h 09' 10"                         |
| 24                                   | Giovanni Aleotti (ITA)               | Bora–Hansgrohe                       | + 1h 13' 03"                         |
| 25                                   | Michel Ries (LUX)                    | Arkéa–B&B Hotels                     | + 1h 20' 06"                         |
| 26                                   | Aurélien Paret-Peintre (FRA)         | Decathlon–AG2R La Mondiale           | + 1h 22' 55"                         |
| 27                                   | Edoardo Zambanini (ITA)              | Bahrain Victorious                   | + 1h 25' 56"                         |
| 28                                   | Jhonatan Narváez (ECU)               | Ineos Grenadiers                     | + 1h 33' 13"                         |
| 29                                   | Kevin Vermaerke (USA)                | Team DSM–Firmenich PostNL            | + 1h 33' 41"                         |
| 30                                   | Mauri Vansevenant (BEL)              | Soudal Quick–Step                    | + 1h 47' 43"                         |
| 31                                   | Felix Großschartner (AUT)            | UAE Team Emirates                    | + 1h 56' 06"                         |
| 32                                   | Simone Velasco (ITA)                 | Astana Qazaqstan Team                | + 2h 00' 00"                         |
| 33                                   | Georg Steinhauser (GER)              | EF Education–EasyPost                | + 2h 01' 11"                         |
| 34                                   | Jan Tratnik (SLO)                    | Team Visma–Lease a Bike              | + 2h 04' 15"                         |
| 35                                   | Esteban Chaves (COL)                 | EF Education–EasyPost                | + 2h 04' 22"                         |
| 36                                   | Chris Hamilton (AUS)                 | Team DSM–Firmenich PostNL            | + 2h 07' 50"                         |
| 37                                   | Larry Warbasse (USA)                 | Decathlon–AG2R La Mondiale           | + 2h 12' 16"                         |
| 38                                   | Michael Valgren (DEN)                | EF Education–EasyPost                | + 2h 12' 33"                         |
| 39                                   | Juan Pedro López (ESP)               | Lidl–Trek                            | + 2h 13' 11"                         |
| 40                                   | Pelayo Sánchez (ESP)                 | Movistar Team                        | + 2h 14' 44"                         |
| 41                                   | Alessandro Tonelli (ITA)             | VF Group–Bardiani CSF–Faizané        | + 2h 17' 48"                         |
| 42                                   | Lilian Calmejane (FRA)               | Intermarché–Wanty                    | + 2h 23' 01"                         |
| 43                                   | Gijs Leemreize (NED)                 | Team DSM–Firmenich PostNL            | + 2h 24- 58"                         |
| 44                                   | Marco Frigo (ITA)                    | Israel–Premier Tech                  | + 2h 28' 33"                         |
| 45                                   | Maximilian Schachmann (GER)          | Bora–Hansgrohe                       | + 2h 29' 54"                         |
| 46                                   | Andrea Vendrame (ITA)                | Decathlon–AG2R La Mondiale           | + 2h 30' 54"                         |
| 47                                   | Henok Mulubrhan (ERI)                | Astana Qazaqstan Team                | + 2h 33' 34"                         |
| 48                                   | Julian Alaphilippe (FRA)             | Soudal Quick–Step                    | + 2h 35' 58"                         |
| 49                                   | Giulio Pellizzari (ITA)              | VF Group–Bardiani CSF–Faizané        | + 2h 42' 10"                         |
| 50                                   | Will Barta (USA)                     | Movistar Team                        | + 2h 44' 15"                         |
| 51                                   | Alessandro De Marchi (ITA)           | Team Jayco AlUla                     | + 2h 47' 06"                         |
| 52                                   | Luke Plapp (AUS)                     | Team Jayco AlUla                     | + 2h 52' 59"                         |
| 53                                   | Quinten Hermans (BEL)                | Alpecin–Deceuninck                   | + 2h 53' 06"                         |
| 54                                   | Rubén Fernández (ESP)                | Cofidis                              | + 2h 53' 11"                         |
| 55                                   | Thomas Champion (FRA)                | Cofidis                              | + 2h 57' 59"                         |
| 56                                   | Enzo Paleni (FRA)                    | Groupama–FDJ                         | + 3h 00' 57"                         |
| 57                                   | Jasha Sütterlin (GER)                | Bahrain Victorious                   | + 3h 04' 32"                         |
| 58                                   | Ben Swift (GBR)                      | Ineos Grenadiers                     | + 3h 04' 46"                         |
| 59                                   | Magnus Sheffield (USA)               | Ineos Grenadiers                     | + 3h 06' 10"                         |
| 60                                   | Mirco Maestri (ITA)                  | Team Polti Kometa                    | + 3h 11' 01"                         |
| 61                                   | Mattia Bais (ITA)                    | Team Polti Kometa                    | + 3h 12' 08"                         |
| 62                                   | Mikkel Frølich Honoré (DEN)          | EF Education–EasyPost                | + 3h 18' 52"                         |
| 63                                   | Amanuel Gebrezgabihier (ERI)         | Lidl–Trek                            | + 3h 20' 42"                         |
| 64                                   | Rainer Kepplinger (AUT)              | Bahrain Victorious                   | + 3h 23' 14"                         |
| 65                                   | Andrea Bagioli (ITA)                 | Lidl–Trek                            | + 3h 34' 13"                         |
| 66                                   | Harrison Wood (GBR)                  | Cofidis                              | + 3h 34' 36"                         |
| 67                                   | Domen Novak (SLO)                    | UAE Team Emirates                    | + 3h 36' 45"                         |
| 68                                   | Albert Torres (ESP)                  | Movistar Team                        | + 3h 38' 37"                         |
| 69                                   | Damien Touzé (FRA)                   | Decathlon–AG2R La Mondiale           | + 3h 46' 43"                         |
| 70                                   | Davide Ballerini (ITA)               | Astana Qazaqstan Team                | + 3h 48' 00"                         |
| 71                                   | Jefferson Alexander Cepeda (ECU)     | EF Education–EasyPost                | + 3h 51' 59"                         |
| 72                                   | Cyril Barthe (FRA)                   | Groupama–FDJ                         | + 3h 54' 13"                         |
| 73                                   | Alessandro Verre (ITA)               | Arkéa–B&B Hotels                     | + 3h 54' 23"                         |
| 74                                   | Florian Stork (GER)                  | Tudor Pro Cycling Team               | + 3h 54' 30"                         |
| 75                                   | Vegard Stake Laengen (NOR)           | UAE Team Emirates                    | + 3h 56' 58"                         |
| 76                                   | Davide Bais (ITA)                    | Team Polti Kometa                    | + 3h 58' 26"                         |
| 77                                   | Filippo Fiorelli (ITA)               | VF Group–Bardiani CSF–Faizané        | + 4h 00' 18"                         |
| 78                                   | Pieter Serry (BEL)                   | Soudal Quick–Step                    | + 4h 00' 53"                         |
| 79                                   | Tobias Foss (NOR)                    | Ineos Grenadiers                     | + 4h 01' 40"                         |
| 80                                   | Stefan de Bod (RSA)                  | EF Education–EasyPost                | + 4h 04' 01"                         |
| 81                                   | Andrea Pasqualon (ITA)               | Bahrain Victorious                   | + 4h 07' 30"                         |
| 82                                   | Matteo Trentin (ITA)                 | Tudor Pro Cycling Team               | + 4h 07' 41"                         |
| 83                                   | Connor Swift (GBR)                   | Ineos Grenadiers                     | + 4h 08' 46"                         |
| 84                                   | Jimmy Janssens (BEL)                 | Alpecin–Deceuninck                   | + 4h 13' 19"                         |
| 85                                   | Lorenzo Milesi (ITA)                 | Movistar Team                        | + 4h 13' 21"                         |
| 86                                   | Patrick Gamper (AUT)                 | Bora–Hansgrohe                       | + 4h 14' 45"                         |
| 87                                   | Lorenzo Germani (ITA)                | Groupama–FDJ                         | + 4h 16' 51"                         |
| 88                                   | Bastien Tronchon (FRA)               | Decathlon–AG2R La Mondiale           | + 4h 16' 47"                         |
| 89                                   | Dion Smith (NZL)                     | Intermarché–Wanty                    | + 4h 17' 50"                         |
| 90                                   | Ewen Costiou (FRA)                   | Arkéa–B&B Hotels                     | + 4h 18' 08"                         |
| 91                                   | Kaden Groves (AUS)                   | Alpecin–Deceuninck                   | + 4h 18' 38"                         |
| 92                                   | Jasper Stuyven (BEL)                 | Lidl–Trek                            | + 4h 20' 07"                         |
| 93                                   | Lewis Askey (GBR)                    | Groupama–FDJ                         | + 4h 21' 30"                         |
| 94                                   | Matteo Fabbro (ITA)                  | Team Polti Kometa                    | + 4h 22' 04"                         |
| 95                                   | Edward Planckaert (BEL)              | Alpecin–Deceuninck                   | + 4h 25' 03"                         |
| 96                                   | Tobias Bayer (AUT)                   | Alpecin–Deceuninck                   | + 4h 25' 27"                         |
| 97                                   | Simon Clarke (AUS)                   | Israel–Premier Tech                  | + 4h 26' 00"                         |
| 98                                   | Kevin Colleoni (ITA)                 | Intermarché–Wanty                    | + 4h 27' 05"                         |
| 99                                   | Martin Marcellusi (ITA)              | VF Group–Bardiani CSF–Faizané        | + 4h 29' 28"                         |
| 100                                  | Jonas Koch (GER)                     | Bora–Hansgrohe                       | + 4h 29' 56"                         |
| 101                                  | Filippo Ganna (ITA)                  | Ineos Grenadiers                     | + 4h 34' 59"                         |
| 102                                  | Manuele Tarozzi (ITA)                | VF Group–Bardiani CSF–Faizané        | + 4h 38' 06"                         |
| 103                                  | Laurence Pithie (NZL)                | Groupama–FDJ                         | + 4h 38' 23"                         |
| 104                                  | Roel van Sintmaartensdijk (NED)      | Intermarché–Wanty                    | + 4h 39' 29"                         |
| 105                                  | Tim Van Dijke (NED)                  | Team Visma–Lease a Bike              | + 4h 43' 29"                         |
| 106                                  | Dries De Pooter (BEL)                | Intermarché–Wanty                    | + 4h 43' 53"                         |
| 107                                  | Fabio Van den Bossche (BEL)          | Alpecin–Deceuninck                   | + 4h 46' 05"                         |
| 108                                  | Mikkel Bjerg (DEN)                   | UAE Team Emirates                    | + 4h 52' 11"                         |
| 109                                  | Andrea Pietrobon (ITA)               | Team Polti Kometa                    | + 4h 53' 44"                         |
| 110                                  | Alexander Kamp (DEN)                 | Tudor Pro Cycling Team               | + 4h 54' 18"                         |
| 111                                  | Timo Kielich (BEL)                   | Alpecin–Deceuninck                   | + 4h 56' 47"                         |
| 112                                  | Madis Mihkels (EST)                  | Intermarché–Wanty                    | + 4h 57' 16"                         |
| 113                                  | Edward Theuns (BEL)                  | Lidl–Trek                            | + 5h 11' 21"                         |
| 114                                  | Nicolas Debeaumarché (FRA)           | Cofidis                              | + 5h 11' 40"                         |
| 115                                  | Michael Hepburn (AUS)                | Team Jayco AlUla                     | + 5h 11' 49"                         |
| 116                                  | Alberto Dainese (ITA)                | Tudor Pro Cycling Team               | + 5h 14' 20"                         |
| 117                                  | Luke Lamperti (USA)                  | Soudal Quick–Step                    | + 5h 15' 06"                         |
| 118                                  | Jonathan Milan (ITA)                 | Lidl–Trek                            | + 5h 18' 49"                         |
| 119                                  | Donavan Grondin (FRA)                | Arkéa–B&B Hotels                     | + 5h 19' 38"                         |
| 120                                  | Caleb Ewan (AUS)                     | Team Jayco AlUla                     | + 5h 20' 01"                         |
| 121                                  | Rui Oliveira (POR)                   | UAE Team Emirates                    | + 5h 21' 05"                         |
| 122                                  | Francisco Muñoz (SPA)                | Team Polti Kometa                    | + 5h 21' 56"                         |
| 123                                  | Simone Consonni (ITA)                | Lidl–Trek                            | + 5h 24' 28"                         |
| 124                                  | Enrico Zanoncello (ITA)              | VF Group–Bardiani CSF–Faizané        | + 5h 24' 52"                         |
| 125                                  | Juan Sebastián Molano (COL)          | UAE Team Emirates                    | + 5h 25' 08"                         |
| 126                                  | Hugo Hofstetter (FRA)                | Israel–Premier Tech                  | + 5h 25' 50"                         |
| 127                                  | Max Walscheid (GER)                  | Team Jayco AlUla                     | + 5h 26' 34"                         |
| 128                                  | Giovanni Lonardi (ITA)               | Team Polti Kometa                    | + 5h 29' 14"                         |
| 129                                  | Stanisław Aniołkowski (POL)          | Cofidis                              | + 5h 30' 35"                         |
| 130                                  | Edoardo Affini] (ITA)                | Team Visma–Lease a Bike              | + 5h 30' 59"                         |
| 131                                  | Ryan Mullen (IRL)                    | Bora–Hansgrohe                       | + 5h 35' 48"                         |
| 132                                  | Daan Hoole (NED)                     | Lidl–Trek                            | + 5h 37' 50"                         |
| 133                                  | Olivier Le Gac (FRA)                 | Groupama–FDJ                         | + 5h 39' 13"                         |
| 134                                  | Davide Cimolai (ITA)                 | Movistar Team                        | + 5h 39' 49"                         |
| 135                                  | Bert Van Lerberghe (BEL)             | Soudal Quick–Step                    | + 5h 40' 20"                         |
| 136                                  | Robin Froidevaux (SUI)               | Tudor Pro Cycling Team               | + 5h 41' 04"                         |
| 137                                  | Fernando Gaviria (COL)               | Movistar Team                        | + 5h 42' 54"                         |
| 138                                  | Tim Merlier (BEL)                    | Soudal Quick–Step                    | + 5h 46' 04"                         |
| 139                                  | Fabian Lienhard (SUI)                | Groupama–FDJ                         | + 5h 46' 08"                         |
| 140                                  | Tobias Lund Andresen (DEN)           | Team DSM–Firmenich PostNL            | + 5h 49' 25"                         |
| 141                                  | Josef Černý (CZE)                    | Soudal Quick–Step                    | + 5h 55' 35"                         |
| 142                                  | Alan Riou (FRA)                      | Arkéa–B&B Hotels                     | + 6h 02' 28"                         |

| Pos. | Corredor                    | Equip                         | Punts |
| ---- | --------------------------- | ----------------------------- | ----- |
| 1    | Jonathan Milan (ITA)        | Lidl–Trek                     | 352   |
| 2    | Kaden Groves (AUS)          | Alpecin–Deceuninck            | 225   |
| 3    | Tim Merlier (BEL)           | Soudal Quick–Step             | 193   |
| 4    | Julian Alaphilippe (FRA)    | Soudal Quick–Step             | 132   |
| 5    | Tadej Pogačar (SLO)         | UAE Team Emirates             | 126   |
| 6    | Andrea Pietrobon (ITA)      | Team Polti Kometa             | 117   |
| 7    | Filippo Fiorelli (ITA)      | VF Group–Bardiani CSF–Faizané | 116   |
| 8    | Davide Ballerini (ITA)      | Astana Qazaqstan Team         | 84    |
| 9    | Jhonatan Narváez (COL)      | Ineos Grenadiers              | 80    |
| 10   | Stanisław Aniołkowski (POL) | Cofidis                       | 78    |

| Pos. | Corredor                     | Equip                         | Punts |
| ---- | ---------------------------- | ----------------------------- | ----- |
| 1    | Tadej Pogačar (SLO)          | UAE Team Emirates             | 270   |
| 2    | Giulio Pellizzari (ITA)      | VF Group–Bardiani CSF–Faizané | 206   |
| 3    | Georg Steinhauser (GER)      | EF Education–EasyPost         | 153   |
| 4    | Nairo Quintana (COL)         | Movistar Team                 | 114   |
| 5    | Julian Alaphilippe (FRA)     | Soudal Quick–Step             | 101   |
| 6    | Daniel Felipe Martínez (COL) | Bora–Hansgrohe                | 81    |
| 7    | Simon Geschke (GER)          | Cofidis                       | 78    |
| 8    | Valentin Paret-Peintre (FRA) | Decathlon–AG2R La Mondiale    | 59    |
| 9    | Romain Bardet (FRA)          | Team DSM–Firmenich PostNL     | 47    |
| 10   | Amanuel Gebrezgabihier (ERI) | Lidl–Trek                     | 42    |

| Pos. | Corredor                     | Equip                      | Temps        |
| ---- | ---------------------------- | -------------------------- | ------------ |
| 1    | Antonio Tiberi (ITA)         | Bahrain Victorious         | 76h 35' 02"  |
| 2    | Thymen Arensman (NED)        | Ineos Grenadiers           | + 1' 42"     |
| 3    | Filippo Zana (ITA)           | Team Jayco AlUla           | + 11' 10"    |
| 4    | Davide Piganzoli (ITA)       | Team Polti Kometa          | + 19' 34"    |
| 5    | Valentin Paret-Peintre (FRA) | Decathlon–AG2R La Mondiale | + 30' 37"    |
| 6    | Alex Baudin (FRA)            | Decathlon–AG2R La Mondiale | + 48' 01"    |
| 7    | Giovanni Aleotti (ITA)       | Bora–Hansgrohe             | + 1h 01' 14" |
| 8    | Edoardo Zambanini (ITA)      | Bahrain Victorious         | + 1h 13' 07" |
| 9    | Kevin Vermaerke (USA)        | Team DSM–Firmenich PostNL  | + 1h 20' 52" |
| 10   | Mauri Vansevenant (BEL)      | Soudal Quick–Step          | + 1h 28' 39" |

| Pos. | Equip                         | Temps        |
| ---- | ----------------------------- | ------------ |
| 1    | Decathlon–AG2R La Mondiale    | 238h 30' 07" |
| 2    | Ineos Grenadiers              | + 44' 23"    |
| 3    | UAE Team Emirates             | + 1h 01' 50" |
| 4    | Bahrain Victorious            | + 1h 20' 25" |
| 5    | Movistar Team                 | + 1h 51' 00" |
| 6    | Astana Qazaqstan Team         | + 1h 58' 31" |
| 7    | VF Group–Bardiani CSF–Faizané | + 2h 16' 59" |
| 8    | Team DSM–Firmenich PostNL     | + 2h 18' 50" |
| 9    | Bora–Hansgrohe                | + 2h 45' 37" |
| 10   | Soudal Quick–Step             | + 2h 59' 42" |

| Pos. | Corredor                    | Equip                         | Punts |
| ---- | --------------------------- | ----------------------------- | ----- |
| 1    | Andrea Pietrobon (ITA)      | Team Polti Kometa             | 70    |
| 2    | Julian Alaphilippe (FRA)    | Soudal Quick–Step             | 67    |
| 3    | Mirco Maestri (ITA)         | Team Polti Kometa             | 43    |
| 4    | Davide Ballerini (ITA)      | Astana Qazaqstan Team         | 43    |
| 5    | Filippo Fiorelli (ITA)      | VF Group–Bardiani CSF–Faizané | 43    |
| 6    | Kaden Groves (AUS)          | Alpecin–Deceuninck            | 43    |
| 7    | Martin Marcellusi (ITA)     | VF Group–Bardiani CSF–Faizané | 26    |
| 8    | Jonathan Milan (ITA)        | Lidl–Trek                     | 20    |
| 9    | Mikkel Frølich Honoré (DEN) | EF Education–EasyPost         | 19    |
| 10   | Tadej Pogačar (SLO)         | UAE Team Emirates             | 18    |

| Pos. | Corredor                 | Equip                         | Punts |
| ---- | ------------------------ | ----------------------------- | ----- |
| 1    | Filippo Fiorelli (ITA)   | VF Group–Bardiani CSF–Faizané | 59    |
| 2    | Julian Alaphilippe (FRA) | Soudal Quick–Step             | 48    |
| 3    | Andrea Pietrobon (ITA)   | Tem Polti Kometa              | 44    |
| 4    | Kaden Groves (AUS)       | Alepcin–Deceuninck            | 37    |
| 5    | MIrco Maestri (ITA)      | Tem Polti Kometa              | 34    |
| 6    | Georg Steinhauser (GER)  | EF Education–EasyPost         | 25    |
| 7    | Manuele Tarozzi (ITA)    | VF Group–Bardiani CSF–Faizané | 24    |
| 8    | Pelayo Sánchez (SPA)     | Movistar Team                 | 22    |
| 9    | Jonathan Milan (ITA)     | Lidl–Trek                     | 21    |
| 10   | Alessandro Tonelli (ITA) | VF Group–Bardiani CSF–Faizané | 20    |

### Classificació de les fugues
| Pos. | Corredor                     | Equip                         | Punts |
| ---- | ---------------------------- | ----------------------------- | ----- |
| 1    | Andrea Pietrobon (ITA)       | Team Polti Kometa             | 605   |
| 2    | Mirco Maestri (ITA)          | Team Polti Kometa             | 523   |
| 3    | Julian Alaphilippe (FRA)     | Soudal Quick–Step             | 490   |
| 4    | Filippo Fiorelli (ITA)       | VF Group–Bardiani CSF–Faizané | 368   |
| 5    | Edioardo Affini (ITA)        | Team Visma–Lease a Bike       | 254   |
| 6    | Lilian Calmejane (FRA)       | Intermarché–Wanty             |       |
| 7    | Alessandro Tonelli (ITA)     | VF Group–Bardiani CSF–Faizané | 243   |
| 8    | Davide Ballerini (ITA)       | Astana Qazaqstan Team         | 242   |
| 9    | Giulio Pellizzari (ITA)      | VF Group–Bardiani CSF–Faizané | 236   |
| 10   | Amanuel Gebrezgabihier (ERI) | Lidl–Trek                     | 219   |

## Evolució de les classificacions
| Etapa | Guanyador              | Classificació general | Classificació per punts | Classificació de la muntanya | Classificació dels joves | Classificació dels esprints intermedis | Classificació Intergiro | Premi de la combativitat | Classificació de les fugues | Super Team                 |
| ----- | ---------------------- | --------------------- | ----------------------- | ---------------------------- | ------------------------ | -------------------------------------- | ----------------------- | ------------------------ | --------------------------- | -------------------------- |
| 1     | Jhonatan Narváez       | Jhonatan Narváez      | Jhonatan Narváez        | Lilian Calmejane             | Alex Baudin              | Damiano Caruso                         | Lilian Calmejane        | Amanuel Gebrezgabihier   | Lilian Calmejane            | Ineos Grenadiers           |
| 2     | Tadej Pogačar          | Tadej Pogačar         | Filippo Fiorelli        | Tadej Pogačar                | Cian Uijtdebroeks        | Andrea Piccolo                         | Filippo Fiorelli        | Andrea Piccolo           | Filippo Fiorelli            | Bora-Hansgrohe             |
| 3     | Tim Merlier            | Tadej Pogačar         | Tim Merlier             | Tadej Pogačar                | Cian Uijtdebroeks        | Filippo Fiorelli                       | Filippo Fiorelli        | Filippo Fiorelli         | Filippo Fiorelli            | Bora-Hansgrohe             |
| 4     | Jonathan Milan         | Tadej Pogačar         | Jonathan Milan          | Tadej Pogačar                | Cian Uijtdebroeks        | Filippo Fiorelli                       | Lilian Calmejane        | Francisco Muñoz          | Lilian Calmejane            | Ineos Grenadiers           |
| 5     | Benjamin Thomas        | Tadej Pogačar         | Jonathan Milan          | Tadej Pogačar                | Cian Uijtdebroeks        | Filippo Fiorelli                       | Lilian Calmejane        | Mattia Bais              | Lilian Calmejane            | Ineos Grenadiers           |
| 6     | Pelayo Sánchez         | Tadej Pogačar         | Jonathan Milan          | Tadej Pogačar                | Cian Uijtdebroeks        | Filippo Fiorelli                       | Filippo Fiorelli        | Julian Alaphilippe       | Lilian Calmejane            | Ineos Grenadiers           |
| 7     | Tadej Pogačar          | Tadej Pogačar         | Jonathan Milan          | Tadej Pogačar                | Luke Plapp               | Filippo Fiorelli                       | Filippo Fiorelli        | no entregat              | Lilian Calmejane            | Ineos Grenadiers           |
| 8     | Tadej Pogačar          | Tadej Pogačar         | Jonathan Milan          | Tadej Pogačar                | Cian Uijtdebroeks        | Filippo Fiorelli                       | Filippo Fiorelli        | Romain Bardet            | Lilian Calmejane            | Decathlon–AG2R La Mondiale |
| 9     | Olav Kooij             | Tadej Pogačar         | Jonathan Milan          | Tadej Pogačar                | Cian Uijtdebroeks        | Filippo Fiorelli                       | Kaden Groves            | Mirco Maestri            | Andrea Pietrobon            | Decathlon–AG2R La Mondiale |
| 10    | Valentin Paret-Peintre | Tadej Pogačar         | Jonathan Milan          | Tadej Pogačar                | Cian Uijtdebroeks        | Filippo Fiorelli                       | Filippo Fiorelli        | Jan Tratnik              | Andrea Pietrobon            | Decathlon–AG2R La Mondiale |
| 11    | Jonathan Milan         | Tadej Pogačar         | Jonathan Milan          | Tadej Pogačar                | Antonio Tiberi           | Filippo Fiorelli                       | Filippo Fiorelli        | Edoardo Affini           | Andrea Pietrobon            | Decathlon–AG2R La Mondiale |
| 12    | Julian Alaphilippe     | Tadej Pogačar         | Jonathan Milan          | Tadej Pogačar                | Antonio Tiberi           | Julian Alaphilippe                     | Filippo Fiorelli        | Julian Alaphilippe       | Andrea Pietrobon            | Decathlon–AG2R La Mondiale |
| 13    | Jonathan Milan         | Tadej Pogačar         | Jonathan Milan          | Tadej Pogačar                | Antonio Tiberi           | Andrea Pietrobon                       | Filippo Fiorelli        | Andrea Pietrobon         | Andrea Pietrobon            | Decathlon–AG2R La Mondiale |
| 14    | Filippo Ganna          | Tadej Pogačar         | Jonathan Milan          | Tadej Pogačar                | Antonio Tiberi           | Andrea Pietrobon                       | Filippo Fiorelli        | no entregat              | Andrea Pietrobon            | Ineos Grenadiers           |
| 15    | Tadej Pogačar          | Tadej Pogačar         | Jonathan Milan          | Tadej Pogačar                | Antonio Tiberi           | Andrea Pietrobon                       | Filippo Fiorelli        | Nairo Quintana           | Andrea Pietrobon            | Ineos Grenadiers           |
| 16    | Tadej Pogačar          | Tadej Pogačar         | Jonathan Milan          | Tadej Pogačar                | Antonio Tiberi           | Andrea Pietrobon                       | Filippo Fiorelli        | Julian Alaphilippe       | Andrea Pietrobon            | Decathlon–AG2R La Mondiale |
| 17    | Georg Steinhauser      | Tadej Pogačar         | Jonathan Milan          | Tadej Pogačar                | Antonio Tiberi           | Andrea Pietrobon                       | Filippo Fiorelli        | Nairo Quintana           | Andrea Pietrobon            | Decathlon–AG2R La Mondiale |
| 18    | Tim Merlier            | Tadej Pogačar         | Jonathan Milan          | Tadej Pogačar                | Antonio Tiberi           | Andrea Pietrobon                       | Filippo Fiorelli        | Mirco Maestri            | Andrea Pietrobon            | Decathlon–AG2R La Mondiale |
| 19    | Andrea Vendrame        | Tadej Pogačar         | Jonathan Milan          | Tadej Pogačar                | Antonio Tiberi           | Julian Alaphilippe                     | Filippo Fiorelli        | Julian Alaphilippe       | Andrea Pietrobon            | Decathlon–AG2R La Mondiale |
| 20    | Tadej Pogačar          | Tadej Pogačar         | Jonathan Milan          | Tadej Pogačar                | Antonio Tiberi           | Andrea Pietrobon                       | Filippo Fiorelli        | Giulio Pellizzari        | Andrea Pietrobon            | Decathlon–AG2R La Mondiale |
| 21    | Tim Merlier            | Tadej Pogačar         | Jonathan Milan          | Tadej Pogačar                | Antonio Tiberi           | Andrea Pietrobon                       | Filippo Fiorelli        | Ewen Costiou             | Andrea Pietrobon            | Decathlon–AG2R La Mondiale |
| Final | Final                  | Tadej Pogačar         | Jonathan Milan          | Tadej Pogačar                | Antonio Tiberi           | Andrea Pietrobon                       | Filippo Fiorelli        | Julian Alaphilippe       | Andrea Pietrobon            | Decathlon–AG2R La Mondiale |

## Participants
Un total de 176 ciclistes participaren a la prova i 142 d'ells arribaren a Roma. D'entre ells, un dels clars favorits per guanyar el Giro fou Tadej Pogačar, qui s'estrenarà en aquesta cursa, després de confirmar que faria el doblet Giro–Tour. Altres favorits també són Geraint Thomas, qui aconseguí el segon lloc en l'anterior edició del Giro, Ben O'Connor, Romain Bardet i Cian Uijtdebroeks.
| Ineos Grenadiers IGD | Ineos Grenadiers IGD                | Ineos Grenadiers IGD |
| -------------------- | ----------------------------------- | -------------------- |
| Núm                  | Ciclista                            | Pos                  |
| 1                    | Geraint Thomas (GBR)                | 3r                   |
| 2                    | Thymen Arensman (NED)               | 6è                   |
| 3                    | Tobias Foss (NOR)                   | 79è                  |
| 4                    | Filippo Ganna (ITA) (crono)         | 101è                 |
| 5                    | Jhonatan Narváez Prado (ECU) (ruta) | 28è                  |
| 6                    | Magnus Sheffield (USA)              | 59è                  |
| 7                    | Ben Swift (GBR)                     | 58è                  |
| 8                    | Connor Swift (GBR)                  | 83è                  |

| Alpecin-Deceuninck ADC | Alpecin-Deceuninck ADC      | Alpecin-Deceuninck ADC |
| ---------------------- | --------------------------- | ---------------------- |
| Núm                    | Ciclista                    | Pos                    |
| 11                     | Kaden Groves (AUS)          | 91è                    |
| 12                     | Tobias Bayer (AUT)          | 96è                    |
| 13                     | Nicola Conci (ITA)          | 23è                    |
| 14                     | Quinten Hermans (BEL)       | 53è                    |
| 15                     | Jimmy Janssens (BEL)        | 84è                    |
| 16                     | Timo Kielich (BEL)          | 111è                   |
| 17                     | Edward Planckaert (BEL)     | 95è                    |
| 18                     | Fabio Van den Bossche (BEL) | 107è                   |

| Arkéa-B&B Hotels ARK | Arkéa-B&B Hotels ARK   | Arkéa-B&B Hotels ARK |
| -------------------- | ---------------------- | -------------------- |
| Núm                  | Ciclista               | Pos                  |
| 21                   | Jenthe Biermans (BEL)  | NP-16                |
| 22                   | Louis Barré (FRA)      | NP-11                |
| 23                   | Ewen Costiou (FRA)     | 90è                  |
| 24                   | David Dekker (NED)     | DNF-17               |
| 25                   | Donavan Grondin (FRA)  | 119è                 |
| 26                   | Michel Ries (LUX)      | 25è                  |
| 27                   | Alan Riou (FRA)        | 142è                 |
| 28                   | Alessandro Verre (ITA) | 73è                  |

| Astana Qazaqstan Team AST | Astana Qazaqstan Team AST             | Astana Qazaqstan Team AST |
| ------------------------- | ------------------------------------- | ------------------------- |
| Núm                       | Ciclista                              | Pos                       |
| 31                        | Aleksei Lutsenko (KAZ) (ruta i crono) | NP-9                      |
| 32                        | Davide Ballerini (ITA)                | 70è                       |
| 33                        | Lorenzo Fortunato (ITA)               | 12è                       |
| 34                        | Max Kanter (GER)                      | NP-10                     |
| 35                        | Henok Mulubrhan (ERI) (ruta)          | 47è                       |
| 36                        | Vadim Pronskiy (KAZ)                  | NP-15                     |
| 37                        | Cristian Scaroni (ITA)                | NP-18                     |
| 38                        | Simone Velasco (ITA) (ruta)           | 32è                       |

| Bora-Hansgrohe BOH | Bora-Hansgrohe BOH                   | Bora-Hansgrohe BOH |
| ------------------ | ------------------------------------ | ------------------ |
| Núm                | Ciclista                             | Pos                |
| 41                 | Daniel Martínez Poveda (COL) (crono) | 2n                 |
| 42                 | Giovanni Aleotti (ITA)               | 24è                |
| 43                 | Patrick Gamper (AUT)                 | 86è                |
| 44                 | Jonas Koch (GER)                     | 100è               |
| 45                 | Florian Lipowitz (GER)               | NP-6               |
| 46                 | Ryan Mullen (IRL) (crono)            | 131è               |
| 47                 | Maximilian Schachmann (GER)          | 45è                |
| 48                 | Danny van Poppel (NED)               | NP-16              |

| Cofidis COF | Cofidis COF                   | Cofidis COF |
| ----------- | ----------------------------- | ----------- |
| Núm         | Ciclista                      | Pos         |
| 51          | Stefano Oldani (ITA)          | NP-11       |
| 52          | Stanisław Aniołkowski (POL)   | 129è        |
| 53          | Nicolas Debeaumarché (FRA)    | 114è        |
| 54          | Thomas Champion (FRA)         | 55è         |
| 55          | Rubén Fernández Andújar (ESP) | 54è         |
| 56          | Simon Geschke (GER)           | 14è         |
| 57          | Benjamin Thomas (FRA)         | DNF-16      |
| 58          | Harrison Wood (GBR)           | 66è         |

| Decathlon-AG2R La Mondiale DAT | Decathlon-AG2R La Mondiale DAT | Decathlon-AG2R La Mondiale DAT |
| ------------------------------ | ------------------------------ | ------------------------------ |
| Núm                            | Ciclista                       | Pos                            |
| 61                             | Ben O'Connor (AUS)             | 4t                             |
| 62                             | Alex Baudin (FRA)              | 21è                            |
| 63                             | Aurélien Paret-Peintre (FRA)   | 26è                            |
| 64                             | Valentin Paret-Peintre (FRA)   | 16è                            |
| 65                             | Damien Touzé (FRA)             | 69è                            |
| 66                             | Bastien Tronchon (FRA)         | 88è                            |
| 67                             | Andrea Vendrame (ITA)          | 46è                            |
| 68                             | Lawrence Warbasse (USA)        | 37è                            |

| EF Education-EasyPost EFE | EF Education-EasyPost EFE      | EF Education-EasyPost EFE |
| ------------------------- | ------------------------------ | ------------------------- |
| Núm                       | Ciclista                       | Pos                       |
| 71                        | Esteban Chaves Rubio (COL)     | 35è                       |
| 72                        | Alexander Cepeda (ECU)         | 71è                       |
| 73                        | Stefan de Bod (RSA)            | 80è                       |
| 74                        | Simon Carr (GBR)               | DNF-3                     |
| 75                        | Mikkel Frølich Honoré (DEN)    | 62è                       |
| 76                        | Andrea Piccolo (ITA)           | DNF-19                    |
| 77                        | Georg Steinhauser (GER)        | 33è                       |
| 78                        | Michael Valgren Andersen (DEN) | 38è                       |

| Groupama-FDJ GFC | Groupama-FDJ GFC      | Groupama-FDJ GFC |
| ---------------- | --------------------- | ---------------- |
| Núm              | Ciclista              | Pos              |
| 81               | Laurence Pithie (NZL) | 103è             |
| 82               | Lewis Askey (GBR)     | 93è              |
| 83               | Cyril Barthe (FRA)    | 72è              |
| 84               | Clément Davy (FRA)    | DNF-15           |
| 85               | Lorenzo Germani (ITA) | 87è              |
| 86               | Olivier Le Gac (FRA)  | 133è             |
| 87               | Fabian Lienhard (SUI) | 139è             |
| 88               | Enzo Paleni (FRA)     | 56è              |

| Intermarché-Wanty IWA | Intermarché-Wanty IWA                | Intermarché-Wanty IWA |
| --------------------- | ------------------------------------ | --------------------- |
| Núm                   | Ciclista                             | Pos                   |
| 91                    | Biniam Girmay (ERI) (crono)          | DNF-4                 |
| 92                    | Lilian Calmejane (FRA)               | 42è                   |
| 93                    | Kevin Colleoni (ITA)                 | 98è                   |
| 94                    | Dries De Pooter (BEL)                | 106è                  |
| 95                    | Madis Mihkels (EST)                  | 112è                  |
| 96                    | Adrien Petit (FRA)                   | DNF-5                 |
| 97                    | Dion Smith (NZL)                     | 89è                   |
| 98                    | Roel Daan van Sintmaartensdijk (NED) | 104è                  |

| Israel-Premier Tech IPT | Israel-Premier Tech IPT | Israel-Premier Tech IPT |
| ----------------------- | ----------------------- | ----------------------- |
| Núm                     | Ciclista                | Pos                     |
| 101                     | Michael Woods (CAN)     | NP-6                    |
| 102                     | Simon Clarke (AUS)      | 97è                     |
| 103                     | Marco Frigo (ITA)       | 44è                     |
| 104                     | Hugo Hofstetter (FRA)   | 126è                    |
| 105                     | Riley Pickrell (CAN)    | NP-6                    |
| 106                     | Nadav Raisberg (ISR)    | NP-6                    |
| 107                     | Nick Schultz (AUS)      | NP-19                   |
| 109                     | Ethan Vernon (GBR)      | NP-10                   |

| Lidl-Trek LTK | Lidl-Trek LTK                | Lidl-Trek LTK |
| ------------- | ---------------------------- | ------------- |
| Núm           | Ciclista                     | Pos           |
| 111           | Jonathan Milan (ITA)         | 118è          |
| 112           | Andrea Bagioli (ITA)         | 65è           |
| 113           | Simone Consonni (ITA)        | 123è          |
| 114           | Amanuel Gebrezgabihier (ERI) | 63è           |
| 115           | Daan Hoole (NED)             | 132è          |
| 116           | Juan Pedro López (ESP)       | 39è           |
| 117           | Jasper Stuyven (BEL)         | 92è           |
| 118           | Edward Theuns (BEL)          | 113è          |

| Movistar Team MOV | Movistar Team MOV             | Movistar Team MOV |
| ----------------- | ----------------------------- | ----------------- |
| Núm               | Ciclista                      | Pos               |
| 121               | Nairo Quintana Rojas (COL)    | 19è               |
| 122               | Albert Torres Barceló (ESP)   | 68è               |
| 123               | William Barta (USA)           | 50è               |
| 124               | Davide Cimolai (ITA)          | 134è              |
| 125               | Fernando Gaviria Rendón (COL) | 137è              |
| 126               | Lorenzo Milesi (ITA)          | 85è               |
| 127               | Einer Rubio (COL)             | 7è                |
| 128               | Pelayo Sánchez Mayo (ESP)     | 40è               |

| Soudal Quick-Step SOQ | Soudal Quick-Step SOQ    | Soudal Quick-Step SOQ |
| --------------------- | ------------------------ | --------------------- |
| Núm                   | Ciclista                 | Pos                   |
| 131                   | Julian Alaphilippe (FRA) | 48è                   |
| 132                   | Josef Černý (CZE)        | 141è                  |
| 133                   | Jan Hirt (CZE)           | 8è                    |
| 134                   | Luke Lamperti (USA)      | 117è                  |
| 135                   | Tim Merlier (BEL)        | 138è                  |
| 136                   | Pieter Serry (BEL)       | 78è                   |
| 137                   | Bert Van Lerberghe (BEL) | 135è                  |
| 138                   | Mauri Vansevenant (BEL)  | 30è                   |

| Team dsm-firmenich PostNL DFP | Team dsm-firmenich PostNL DFP | Team dsm-firmenich PostNL DFP |
| ----------------------------- | ----------------------------- | ----------------------------- |
| Núm                           | Ciclista                      | Pos                           |
| 141                           | Romain Bardet (FRA)           | 9è                            |
| 142                           | Tobias Lund Andresen (DEN)    | 140è                          |
| 143                           | Chris Hamilton (AUS)          | 36è                           |
| 144                           | Fabio Jakobsen (NED)          | NP-12                         |
| 145                           | Gijs Leemreize (NED)          | 43è                           |
| 146                           | Julius van den Berg (NED)     | DNF-16                        |
| 147                           | Kevin Vermaerke (USA)         | 29è                           |
| 148                           | Bram Welten (NED)             | NP-4                          |

| Team Jayco AlUla JAY | Team Jayco AlUla JAY             | Team Jayco AlUla JAY |
| -------------------- | -------------------------------- | -------------------- |
| Núm                  | Ciclista                         | Pos                  |
| 151                  | Alessandro De Marchi (ITA)       | 51è                  |
| 152                  | Edward Dunbar (IRL)              | NP-3                 |
| 153                  | Caleb Ewan (AUS)                 | 120è                 |
| 154                  | Michael Hepburn (AUS)            | 115è                 |
| 155                  | Luka Mezgec (SLO)                | NP-14                |
| 156                  | Lucas Plapp (AUS) (ruta i crono) | 52è                  |
| 157                  | Max Walscheid (GER)              | 127è                 |
| 158                  | Filippo Zana (ITA)               | 11è                  |

| Team Polti Kometa PTK | Team Polti Kometa PTK       | Team Polti Kometa PTK |
| --------------------- | --------------------------- | --------------------- |
| Núm                   | Ciclista                    | Pos                   |
| 161                   | Matteo Fabbro (ITA)         | 94è                   |
| 162                   | Davide Bais (ITA)           | 76è                   |
| 163                   | Mattia Bais (ITA)           | 61è                   |
| 164                   | Giovanni Lonardi (ITA)      | 128è                  |
| 165                   | Mirco Maestri (ITA)         | 60è                   |
| 166                   | Andrea Pietrobon (ITA)      | 109è                  |
| 167                   | Davide Piganzoli (ITA)      | 13è                   |
| 168                   | Francisco Muñoz Llana (ESP) | 122è                  |

| Team Visma \| Lease a Bike TVL | Team Visma \| Lease a Bike TVL     | Team Visma \| Lease a Bike TVL |
| ------------------------------ | ---------------------------------- | ------------------------------ |
| Núm                            | Ciclista                           | Pos                            |
| 171                            | Christophe Laporte (FRA) (ruta)    | NP-8                           |
| 172                            | Edoardo Affini (ITA)               | 130è                           |
| 173                            | Tim Van Dijke (NED)                | 105è                           |
| 174                            | Robert Gesink (NED)                | NP-2                           |
| 175                            | Olav Kooij (NED)                   | NP-10                          |
| 176                            | Jan Tratnik (SLO)                  | 34è                            |
| 177                            | Cian Uijtdebroeks (BEL)            | NP-11                          |
| 178                            | Attila Valter (HUN) (ruta i crono) | 22è                            |

| Tudor Pro Cycling Team TUD | Tudor Pro Cycling Team TUD | Tudor Pro Cycling Team TUD |
| -------------------------- | -------------------------- | -------------------------- |
| Núm                        | Ciclista                   | Pos                        |
| 181                        | Matteo Trentin (ITA)       | 82è                        |
| 182                        | Alberto Dainese (ITA)      | 116è                       |
| 183                        | Robin Froidevaux (SUI)     | 136è                       |
| 184                        | Alexander Kamp (DEN)       | 110è                       |
| 185                        | Alexander Krieger (GER)    | DNF-9                      |
| 186                        | Marius Mayrhofer (GER)     | NP-10                      |
| 187                        | Michael Storer (AUS)       | 10è                        |
| 188                        | Florian Stork (GER)        | 74è                        |

| UAE Team Emirates UAD | UAE Team Emirates UAD              | UAE Team Emirates UAD |
| --------------------- | ---------------------------------- | --------------------- |
| Núm                   | Ciclista                           | Pos                   |
| 191                   | Tadej Pogačar (SLO) (ruta i crono) | 1r                    |
| 192                   | Rui Oliveira (POR)                 | 121è                  |
| 193                   | Mikkel Bjerg (DEN)                 | 108è                  |
| 194                   | Felix Großschartner (AUT)          | 31è                   |
| 195                   | Vegard Stake Laengen (NOR)         | 75è                   |
| 196                   | Rafał Majka (POL)                  | 15è                   |
| 197                   | Sebastián Molano Benavides (COL)   | 125è                  |
| 198                   | Domen Novak (SLO)                  | 67è                   |

| VF Group-Bardiani CSF-Faizanè VBF | VF Group-Bardiani CSF-Faizanè VBF | VF Group-Bardiani CSF-Faizanè VBF |
| --------------------------------- | --------------------------------- | --------------------------------- |
| Núm                               | Ciclista                          | Pos                               |
| 201                               | Domenico Pozzovivo (ITA)          | 20è                               |
| 202                               | Luca Covili (ITA)                 | 18è                               |
| 203                               | Filippo Fiorelli (ITA)            | 77è                               |
| 204                               | Martin Marcellusi (ITA)           | 99è                               |
| 205                               | Manuele Tarozzi (ITA)             | 102è                              |
| 206                               | Giulio Pellizzari (ITA)           | 49è                               |
| 207                               | Alessandro Tonelli (ITA)          | 41è                               |
| 208                               | Enrico Zanoncello (ITA)           | 124è                              |

| Bahrain Victorious TBV | Bahrain Victorious TBV  | Bahrain Victorious TBV |
| ---------------------- | ----------------------- | ---------------------- |
| Núm                    | Ciclista                | Pos                    |
| 211                    | Antonio Tiberi (ITA)    | 4t                     |
| 212                    | Rainer Kepplinger (AUT) | 64è                    |
| 213                    | Phil Bauhaus (GER)      | NP-14                  |
| 214                    | Damiano Caruso (ITA)    | 17è                    |
| 215                    | Andrea Pasqualon (ITA)  | 81è                    |
| 216                    | Edoardo Zambanini (ITA) | 27è                    |
| 217                    | Jasha Sütterlin (GER)   | 57è                    |
| 218                    | Torstein Træen (NOR)    | DNF-4                  |

| Ineos Grenadiers IGD | Ineos Grenadiers IGD                | Ineos Grenadiers IGD |
| -------------------- | ----------------------------------- | -------------------- |
| Núm                  | Ciclista                            | Pos                  |
| 1                    | Geraint Thomas (GBR)                | 3r                   |
| 2                    | Thymen Arensman (NED)               | 6è                   |
| 3                    | Tobias Foss (NOR)                   | 79è                  |
| 4                    | Filippo Ganna (ITA) (crono)         | 101è                 |
| 5                    | Jhonatan Narváez Prado (ECU) (ruta) | 28è                  |
| 6                    | Magnus Sheffield (USA)              | 59è                  |
| 7                    | Ben Swift (GBR)                     | 58è                  |
| 8                    | Connor Swift (GBR)                  | 83è                  |

| Alpecin-Deceuninck ADC | Alpecin-Deceuninck ADC      | Alpecin-Deceuninck ADC |
| ---------------------- | --------------------------- | ---------------------- |
| Núm                    | Ciclista                    | Pos                    |
| 11                     | Kaden Groves (AUS)          | 91è                    |
| 12                     | Tobias Bayer (AUT)          | 96è                    |
| 13                     | Nicola Conci (ITA)          | 23è                    |
| 14                     | Quinten Hermans (BEL)       | 53è                    |
| 15                     | Jimmy Janssens (BEL)        | 84è                    |
| 16                     | Timo Kielich (BEL)          | 111è                   |
| 17                     | Edward Planckaert (BEL)     | 95è                    |
| 18                     | Fabio Van den Bossche (BEL) | 107è                   |

| Arkéa-B&B Hotels ARK | Arkéa-B&B Hotels ARK   | Arkéa-B&B Hotels ARK |
| -------------------- | ---------------------- | -------------------- |
| Núm                  | Ciclista               | Pos                  |
| 21                   | Jenthe Biermans (BEL)  | NP-16                |
| 22                   | Louis Barré (FRA)      | NP-11                |
| 23                   | Ewen Costiou (FRA)     | 90è                  |
| 24                   | David Dekker (NED)     | DNF-17               |
| 25                   | Donavan Grondin (FRA)  | 119è                 |
| 26                   | Michel Ries (LUX)      | 25è                  |
| 27                   | Alan Riou (FRA)        | 142è                 |
| 28                   | Alessandro Verre (ITA) | 73è                  |

| Astana Qazaqstan Team AST | Astana Qazaqstan Team AST             | Astana Qazaqstan Team AST |
| ------------------------- | ------------------------------------- | ------------------------- |
| Núm                       | Ciclista                              | Pos                       |
| 31                        | Aleksei Lutsenko (KAZ) (ruta i crono) | NP-9                      |
| 32                        | Davide Ballerini (ITA)                | 70è                       |
| 33                        | Lorenzo Fortunato (ITA)               | 12è                       |
| 34                        | Max Kanter (GER)                      | NP-10                     |
| 35                        | Henok Mulubrhan (ERI) (ruta)          | 47è                       |
| 36                        | Vadim Pronskiy (KAZ)                  | NP-15                     |
| 37                        | Cristian Scaroni (ITA)                | NP-18                     |
| 38                        | Simone Velasco (ITA) (ruta)           | 32è                       |

| Bora-Hansgrohe BOH | Bora-Hansgrohe BOH                   | Bora-Hansgrohe BOH |
| ------------------ | ------------------------------------ | ------------------ |
| Núm                | Ciclista                             | Pos                |
| 41                 | Daniel Martínez Poveda (COL) (crono) | 2n                 |
| 42                 | Giovanni Aleotti (ITA)               | 24è                |
| 43                 | Patrick Gamper (AUT)                 | 86è                |
| 44                 | Jonas Koch (GER)                     | 100è               |
| 45                 | Florian Lipowitz (GER)               | NP-6               |
| 46                 | Ryan Mullen (IRL) (crono)            | 131è               |
| 47                 | Maximilian Schachmann (GER)          | 45è                |
| 48                 | Danny van Poppel (NED)               | NP-16              |

| Cofidis COF | Cofidis COF                   | Cofidis COF |
| ----------- | ----------------------------- | ----------- |
| Núm         | Ciclista                      | Pos         |
| 51          | Stefano Oldani (ITA)          | NP-11       |
| 52          | Stanisław Aniołkowski (POL)   | 129è        |
| 53          | Nicolas Debeaumarché (FRA)    | 114è        |
| 54          | Thomas Champion (FRA)         | 55è         |
| 55          | Rubén Fernández Andújar (ESP) | 54è         |
| 56          | Simon Geschke (GER)           | 14è         |
| 57          | Benjamin Thomas (FRA)         | DNF-16      |
| 58          | Harrison Wood (GBR)           | 66è         |

| Decathlon-AG2R La Mondiale DAT | Decathlon-AG2R La Mondiale DAT | Decathlon-AG2R La Mondiale DAT |
| ------------------------------ | ------------------------------ | ------------------------------ |
| Núm                            | Ciclista                       | Pos                            |
| 61                             | Ben O'Connor (AUS)             | 4t                             |
| 62                             | Alex Baudin (FRA)              | 21è                            |
| 63                             | Aurélien Paret-Peintre (FRA)   | 26è                            |
| 64                             | Valentin Paret-Peintre (FRA)   | 16è                            |
| 65                             | Damien Touzé (FRA)             | 69è                            |
| 66                             | Bastien Tronchon (FRA)         | 88è                            |
| 67                             | Andrea Vendrame (ITA)          | 46è                            |
| 68                             | Lawrence Warbasse (USA)        | 37è                            |

| EF Education-EasyPost EFE | EF Education-EasyPost EFE      | EF Education-EasyPost EFE |
| ------------------------- | ------------------------------ | ------------------------- |
| Núm                       | Ciclista                       | Pos                       |
| 71                        | Esteban Chaves Rubio (COL)     | 35è                       |
| 72                        | Alexander Cepeda (ECU)         | 71è                       |
| 73                        | Stefan de Bod (RSA)            | 80è                       |
| 74                        | Simon Carr (GBR)               | DNF-3                     |
| 75                        | Mikkel Frølich Honoré (DEN)    | 62è                       |
| 76                        | Andrea Piccolo (ITA)           | DNF-19                    |
| 77                        | Georg Steinhauser (GER)        | 33è                       |
| 78                        | Michael Valgren Andersen (DEN) | 38è                       |

| Groupama-FDJ GFC | Groupama-FDJ GFC      | Groupama-FDJ GFC |
| ---------------- | --------------------- | ---------------- |
| Núm              | Ciclista              | Pos              |
| 81               | Laurence Pithie (NZL) | 103è             |
| 82               | Lewis Askey (GBR)     | 93è              |
| 83               | Cyril Barthe (FRA)    | 72è              |
| 84               | Clément Davy (FRA)    | DNF-15           |
| 85               | Lorenzo Germani (ITA) | 87è              |
| 86               | Olivier Le Gac (FRA)  | 133è             |
| 87               | Fabian Lienhard (SUI) | 139è             |
| 88               | Enzo Paleni (FRA)     | 56è              |

| Intermarché-Wanty IWA | Intermarché-Wanty IWA                | Intermarché-Wanty IWA |
| --------------------- | ------------------------------------ | --------------------- |
| Núm                   | Ciclista                             | Pos                   |
| 91                    | Biniam Girmay (ERI) (crono)          | DNF-4                 |
| 92                    | Lilian Calmejane (FRA)               | 42è                   |
| 93                    | Kevin Colleoni (ITA)                 | 98è                   |
| 94                    | Dries De Pooter (BEL)                | 106è                  |
| 95                    | Madis Mihkels (EST)                  | 112è                  |
| 96                    | Adrien Petit (FRA)                   | DNF-5                 |
| 97                    | Dion Smith (NZL)                     | 89è                   |
| 98                    | Roel Daan van Sintmaartensdijk (NED) | 104è                  |

| Israel-Premier Tech IPT | Israel-Premier Tech IPT | Israel-Premier Tech IPT |
| ----------------------- | ----------------------- | ----------------------- |
| Núm                     | Ciclista                | Pos                     |
| 101                     | Michael Woods (CAN)     | NP-6                    |
| 102                     | Simon Clarke (AUS)      | 97è                     |
| 103                     | Marco Frigo (ITA)       | 44è                     |
| 104                     | Hugo Hofstetter (FRA)   | 126è                    |
| 105                     | Riley Pickrell (CAN)    | NP-6                    |
| 106                     | Nadav Raisberg (ISR)    | NP-6                    |
| 107                     | Nick Schultz (AUS)      | NP-19                   |
| 109                     | Ethan Vernon (GBR)      | NP-10                   |

| Lidl-Trek LTK | Lidl-Trek LTK                | Lidl-Trek LTK |
| ------------- | ---------------------------- | ------------- |
| Núm           | Ciclista                     | Pos           |
| 111           | Jonathan Milan (ITA)         | 118è          |
| 112           | Andrea Bagioli (ITA)         | 65è           |
| 113           | Simone Consonni (ITA)        | 123è          |
| 114           | Amanuel Gebrezgabihier (ERI) | 63è           |
| 115           | Daan Hoole (NED)             | 132è          |
| 116           | Juan Pedro López (ESP)       | 39è           |
| 117           | Jasper Stuyven (BEL)         | 92è           |
| 118           | Edward Theuns (BEL)          | 113è          |

| Movistar Team MOV | Movistar Team MOV             | Movistar Team MOV |
| ----------------- | ----------------------------- | ----------------- |
| Núm               | Ciclista                      | Pos               |
| 121               | Nairo Quintana Rojas (COL)    | 19è               |
| 122               | Albert Torres Barceló (ESP)   | 68è               |
| 123               | William Barta (USA)           | 50è               |
| 124               | Davide Cimolai (ITA)          | 134è              |
| 125               | Fernando Gaviria Rendón (COL) | 137è              |
| 126               | Lorenzo Milesi (ITA)          | 85è               |
| 127               | Einer Rubio (COL)             | 7è                |
| 128               | Pelayo Sánchez Mayo (ESP)     | 40è               |

| Soudal Quick-Step SOQ | Soudal Quick-Step SOQ    | Soudal Quick-Step SOQ |
| --------------------- | ------------------------ | --------------------- |
| Núm                   | Ciclista                 | Pos                   |
| 131                   | Julian Alaphilippe (FRA) | 48è                   |
| 132                   | Josef Černý (CZE)        | 141è                  |
| 133                   | Jan Hirt (CZE)           | 8è                    |
| 134                   | Luke Lamperti (USA)      | 117è                  |
| 135                   | Tim Merlier (BEL)        | 138è                  |
| 136                   | Pieter Serry (BEL)       | 78è                   |
| 137                   | Bert Van Lerberghe (BEL) | 135è                  |
| 138                   | Mauri Vansevenant (BEL)  | 30è                   |

| Team dsm-firmenich PostNL DFP | Team dsm-firmenich PostNL DFP | Team dsm-firmenich PostNL DFP |
| ----------------------------- | ----------------------------- | ----------------------------- |
| Núm                           | Ciclista                      | Pos                           |
| 141                           | Romain Bardet (FRA)           | 9è                            |
| 142                           | Tobias Lund Andresen (DEN)    | 140è                          |
| 143                           | Chris Hamilton (AUS)          | 36è                           |
| 144                           | Fabio Jakobsen (NED)          | NP-12                         |
| 145                           | Gijs Leemreize (NED)          | 43è                           |
| 146                           | Julius van den Berg (NED)     | DNF-16                        |
| 147                           | Kevin Vermaerke (USA)         | 29è                           |
| 148                           | Bram Welten (NED)             | NP-4                          |

| Team Jayco AlUla JAY | Team Jayco AlUla JAY             | Team Jayco AlUla JAY |
| -------------------- | -------------------------------- | -------------------- |
| Núm                  | Ciclista                         | Pos                  |
| 151                  | Alessandro De Marchi (ITA)       | 51è                  |
| 152                  | Edward Dunbar (IRL)              | NP-3                 |
| 153                  | Caleb Ewan (AUS)                 | 120è                 |
| 154                  | Michael Hepburn (AUS)            | 115è                 |
| 155                  | Luka Mezgec (SLO)                | NP-14                |
| 156                  | Lucas Plapp (AUS) (ruta i crono) | 52è                  |
| 157                  | Max Walscheid (GER)              | 127è                 |
| 158                  | Filippo Zana (ITA)               | 11è                  |

| Team Polti Kometa PTK | Team Polti Kometa PTK       | Team Polti Kometa PTK |
| --------------------- | --------------------------- | --------------------- |
| Núm                   | Ciclista                    | Pos                   |
| 161                   | Matteo Fabbro (ITA)         | 94è                   |
| 162                   | Davide Bais (ITA)           | 76è                   |
| 163                   | Mattia Bais (ITA)           | 61è                   |
| 164                   | Giovanni Lonardi (ITA)      | 128è                  |
| 165                   | Mirco Maestri (ITA)         | 60è                   |
| 166                   | Andrea Pietrobon (ITA)      | 109è                  |
| 167                   | Davide Piganzoli (ITA)      | 13è                   |
| 168                   | Francisco Muñoz Llana (ESP) | 122è                  |

| Team Visma \| Lease a Bike TVL | Team Visma \| Lease a Bike TVL     | Team Visma \| Lease a Bike TVL |
| ------------------------------ | ---------------------------------- | ------------------------------ |
| Núm                            | Ciclista                           | Pos                            |
| 171                            | Christophe Laporte (FRA) (ruta)    | NP-8                           |
| 172                            | Edoardo Affini (ITA)               | 130è                           |
| 173                            | Tim Van Dijke (NED)                | 105è                           |
| 174                            | Robert Gesink (NED)                | NP-2                           |
| 175                            | Olav Kooij (NED)                   | NP-10                          |
| 176                            | Jan Tratnik (SLO)                  | 34è                            |
| 177                            | Cian Uijtdebroeks (BEL)            | NP-11                          |
| 178                            | Attila Valter (HUN) (ruta i crono) | 22è                            |

| Tudor Pro Cycling Team TUD | Tudor Pro Cycling Team TUD | Tudor Pro Cycling Team TUD |
| -------------------------- | -------------------------- | -------------------------- |
| Núm                        | Ciclista                   | Pos                        |
| 181                        | Matteo Trentin (ITA)       | 82è                        |
| 182                        | Alberto Dainese (ITA)      | 116è                       |
| 183                        | Robin Froidevaux (SUI)     | 136è                       |
| 184                        | Alexander Kamp (DEN)       | 110è                       |
| 185                        | Alexander Krieger (GER)    | DNF-9                      |
| 186                        | Marius Mayrhofer (GER)     | NP-10                      |
| 187                        | Michael Storer (AUS)       | 10è                        |
| 188                        | Florian Stork (GER)        | 74è                        |

| UAE Team Emirates UAD | UAE Team Emirates UAD              | UAE Team Emirates UAD |
| --------------------- | ---------------------------------- | --------------------- |
| Núm                   | Ciclista                           | Pos                   |
| 191                   | Tadej Pogačar (SLO) (ruta i crono) | 1r                    |
| 192                   | Rui Oliveira (POR)                 | 121è                  |
| 193                   | Mikkel Bjerg (DEN)                 | 108è                  |
| 194                   | Felix Großschartner (AUT)          | 31è                   |
| 195                   | Vegard Stake Laengen (NOR)         | 75è                   |
| 196                   | Rafał Majka (POL)                  | 15è                   |
| 197                   | Sebastián Molano Benavides (COL)   | 125è                  |
| 198                   | Domen Novak (SLO)                  | 67è                   |

| VF Group-Bardiani CSF-Faizanè VBF | VF Group-Bardiani CSF-Faizanè VBF | VF Group-Bardiani CSF-Faizanè VBF |
| --------------------------------- | --------------------------------- | --------------------------------- |
| Núm                               | Ciclista                          | Pos                               |
| 201                               | Domenico Pozzovivo (ITA)          | 20è                               |
| 202                               | Luca Covili (ITA)                 | 18è                               |
| 203                               | Filippo Fiorelli (ITA)            | 77è                               |
| 204                               | Martin Marcellusi (ITA)           | 99è                               |
| 205                               | Manuele Tarozzi (ITA)             | 102è                              |
| 206                               | Giulio Pellizzari (ITA)           | 49è                               |
| 207                               | Alessandro Tonelli (ITA)          | 41è                               |
| 208                               | Enrico Zanoncello (ITA)           | 124è                              |

| Bahrain Victorious TBV | Bahrain Victorious TBV  | Bahrain Victorious TBV |
| ---------------------- | ----------------------- | ---------------------- |
| Núm                    | Ciclista                | Pos                    |
| 211                    | Antonio Tiberi (ITA)    | 4t                     |
| 212                    | Rainer Kepplinger (AUT) | 64è                    |
| 213                    | Phil Bauhaus (GER)      | NP-14                  |
| 214                    | Damiano Caruso (ITA)    | 17è                    |
| 215                    | Andrea Pasqualon (ITA)  | 81è                    |
| 216                    | Edoardo Zambanini (ITA) | 27è                    |
| 217                    | Jasha Sütterlin (GER)   | 57è                    |
| 218                    | Torstein Træen (NOR)    | DNF-4                  |